# Asante Samuel Jr.
Asante Samuel Jr. (geboren am 3. Oktober 1999 in Fort Lauderdale, Florida) ist ein US-amerikanischer American-Football-Spieler auf der Position des Cornerbacks. Er spielte College Football für die Florida State University und wurde im NFL Draft 2021 in der zweiten Runde von den Los Angeles Chargers ausgewählt.

## College
Samuel besuchte die St. Thomas Aquinas High School in Fort Lauderdale, Florida. Ab 2018 ging er auf die Florida State University, um College Football für die Florida State Seminoles zu spielen. Als Freshman kam Samuel in allen zwölf Spielen zum Einsatz, in drei der letzten vier Partien wurde er als Starter eingesetzt. Er konnte in seiner ersten Saison am College neun Pässe verhindern. Ab der Saison 2019 war Samuel Stammspieler. Mit 14 verteidigten Pässen war er in dieser Statistik der erfolgreichste Spieler der Atlantic Coast Conference (AAC). In der durch die COVID-19-Pandemie in den Vereinigten Staaten verkürzten Spielzeit 2020 gelangen Samuel in acht Spielen drei Interceptions, zudem konnte er sechs Pässe verteidigen, einen Fumble erzwingen und zwei Fumbles erobern. Er wurde in das All-Star-Team der ACC gewählt. Am 29. November 2020 gab Samuel seine Anmeldung für den NFL Draft bekannt.

## NFL
Samuel wurde im NFL Draft 2021 in der zweiten Runde an 47. Stelle von den Los Angeles Chargers ausgewählt. Er ging als Starter in seine Rookiesaison. Am zweiten Spieltag gelang Samuel gegen die Dallas Cowboys nach einem Pass von Dak Prescott seine erste Interception in der NFL. In der folgenden Woche konnte er eine weitere Interception fangen. Insgesamt bestritt er als Rookie zwölf Spiele, in denen er 43 Tackles setzte, elf Pässe verteidigte und zwei Interceptions fing.
Nachdem ihm in seinen ersten beiden Spielzeiten in der NFL in der Regular Season insgesamt vier Interceptions gelungen waren, konnte Samuel in der Play-off-Partie gegen die Jacksonville Jaguars der Saison 2022 in der ersten Hälfte drei Pässe von Jaguars-Quarterback Trevor Lawrence abfangen.

### NFL-Statistiken
| Saison                             | Saison | Spiele | Spiele      | Tackles | Tackles | Tackles | Tackles | Interceptions | Interceptions | Interceptions | Interceptions | Interceptions | Fumbles | Fumbles | Fumbles |
| Jahr                               | Team   | Spiele | als Starter | Gesamt  | Solo    | Ast     | Sacks   | PD            | INT           | Yds           | Lng           | TD            | FF      | FR      | TD      |
| ---------------------------------- | ------ | ------ | ----------- | ------- | ------- | ------- | ------- | ------------- | ------------- | ------------- | ------------- | ------------- | ------- | ------- | ------- |
| 2021                               | LAC    | 12     | 12          | 43      | 33      | 10      | 0,0     | 11            | 2             | 26            | 26            | 0             | 0       | 0       | 0       |
| 2022                               | LAC    | 17     | 15          | 57      | 48      | 9       | 0,0     | 11            | 2             | 11            | 11            | 0             | 0       | 1       | 0       |
| 2023                               | LAC    | 17     | 16          | 63      | 56      | 7       | 0,0     | 13            | 2             | 8             | 8             | 0             | 0       | 0       | 0       |
| 2024                               | LAC    | 4      | 4           | 13      | 11      | 2       | 0,0     | 2             | 0             | 0             | 0             | 0             | 0       | 0       | 0       |
| Gesamt                             | Gesamt | 50     | 47          | 176     | 176     | 28      | 0,0     | 37            | 6             | 45            | 26            | 0             | 0       | 1       | 0       |
| Quelle: pro-football-reference.com |        |        |             |         |         |         |         |               |               |               |               |               |         |         |         |

## Persönliches
Sein Vater Asante Samuel spielte ebenfalls in der NFL als Cornerback und gewann zweimal den Super Bowl.